# Canal Saint-Denis

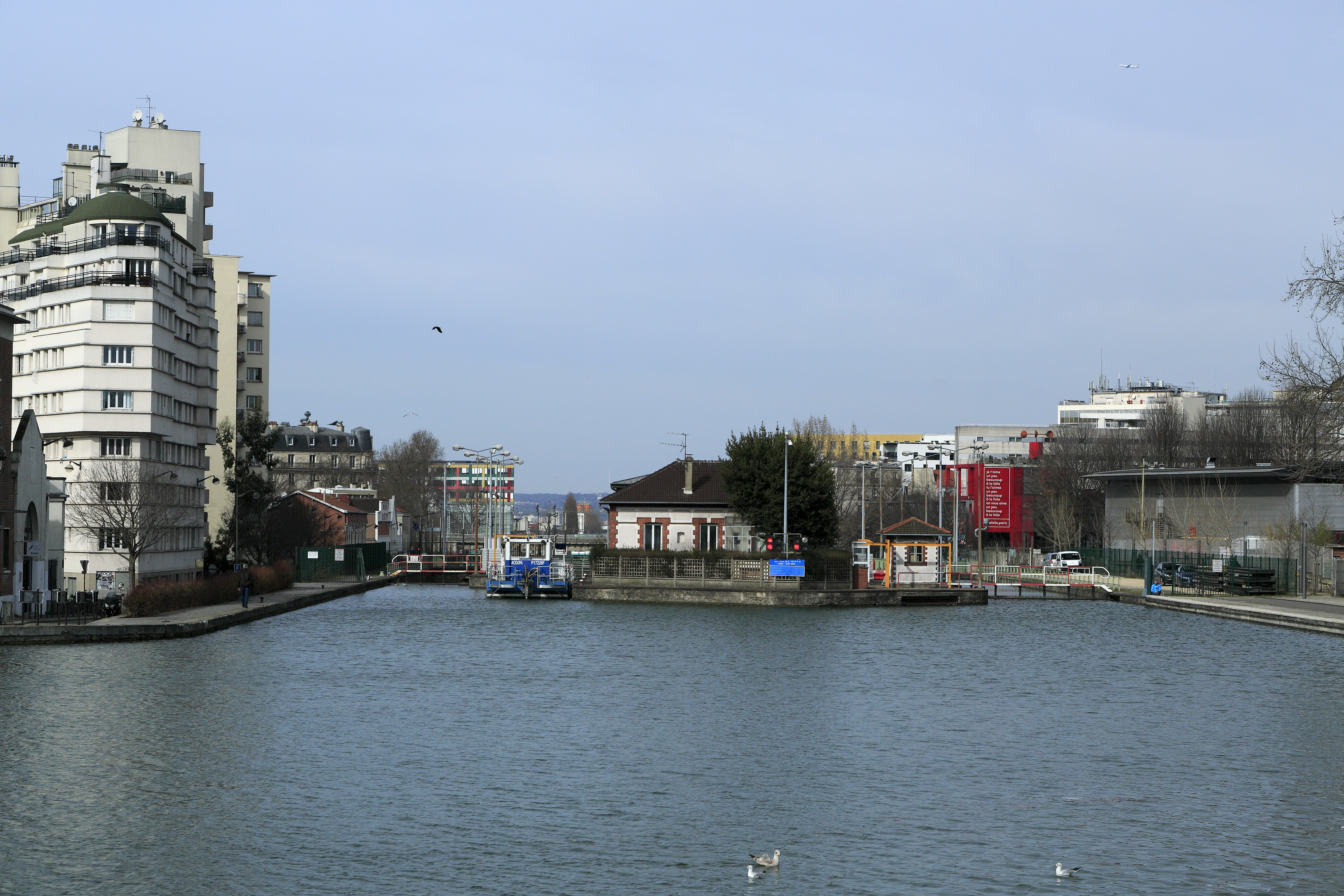
Canal Saint-Denis, Schleuse Nr. 1 (Écluse du Pont de Flandre) mit 10 m Fallhöhe von Süden

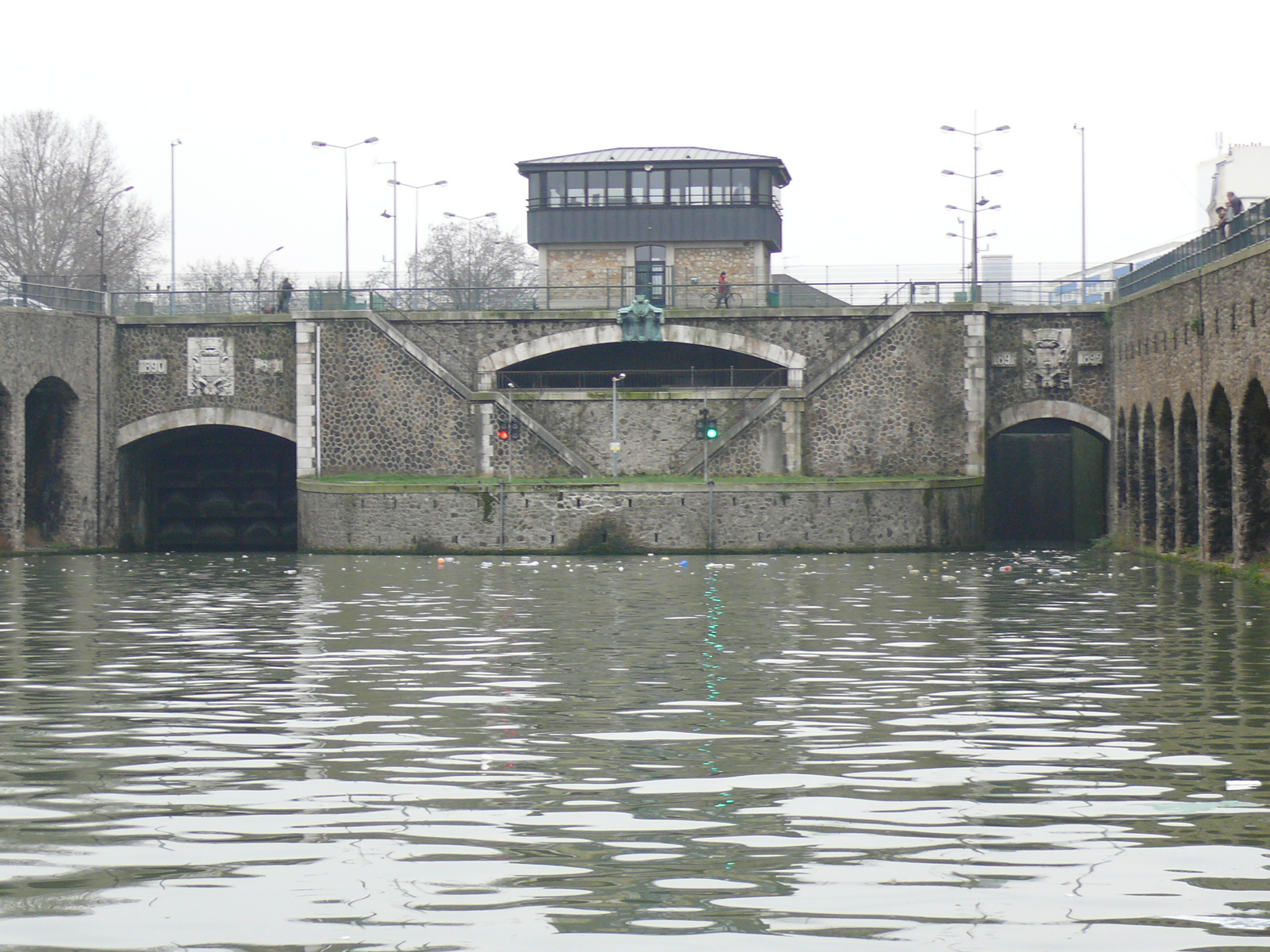
Écluse du Pont de Flandre von Norden

Der Canal Saint-Denis (auch: Canal de Saint-Denis) ist ein Schifffahrtskanal in Frankreich. Er verbindet den Canal de l’Ourcq im Quartier du Pont de Flandre des 19. Arrondissements von Paris über Aubervilliers mit der Seine bei Saint-Denis. Über den Canal de l’Ourcq besteht eine Verbindung mit dem Bassin de la Villette und weiter mit dem Canal Saint-Martin, der wiederum in die Seine mündet. Dieser Wasserweg wird in seiner Gesamtheit auch als Canal de la Seine à la Seine bezeichnet. Der Weg zwischen dem Abzweig des Canal Saint-Martin von der Seine am Port de l’Arsenal und der Mündung des Canal Saint-Denis in die Seine beim ehemaligen Weiler La Briche ist mit 12 km wesentlich kürzer als die Entfernung (30 km) auf dem Fluss. In der Relation zwischen dem Canal de l’Ourcq und dem Unterlauf der Seine konnten Schiffe über den Canal Saint-Denis die Durchquerung von Paris vermeiden.
Bei einer Länge von 6,6 km überwindet er mit Hilfe von sieben Schleusen einen Höhenunterschied von 28,5 m. Jede Schleuse verfügt über zwei nebeneinander liegende Schleusenkammern unterschiedlicher Abmessungen. Die große Kammer misst jeweils 62,25 × 8,10 m, die kleine 38,90 × 5,20 m. Die Schleusen können von Frachtschiffen von bis 1000 Tonnen Ladekapazität benutzt werden.

## Koordinaten
- Ausgangspunkt des Kanals: 48° 53′ 32″ N, 2° 23′ 11″ OKoordinaten: 48° 53′ 32″ N, 2° 23′ 11″ O
- Endpunkt des Kanals: 48° 56′ 27″ N, 2° 20′ 27″ O

## Geschichte

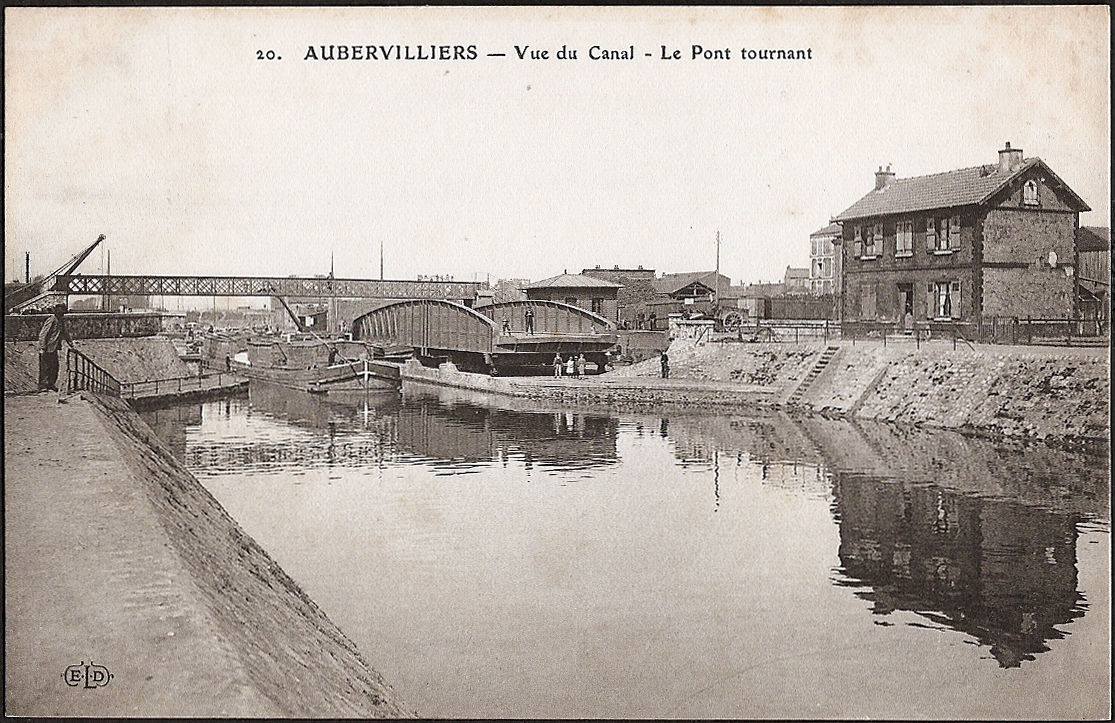
Kanal und Drehbrücke in Aubervilliers (vor 1893)

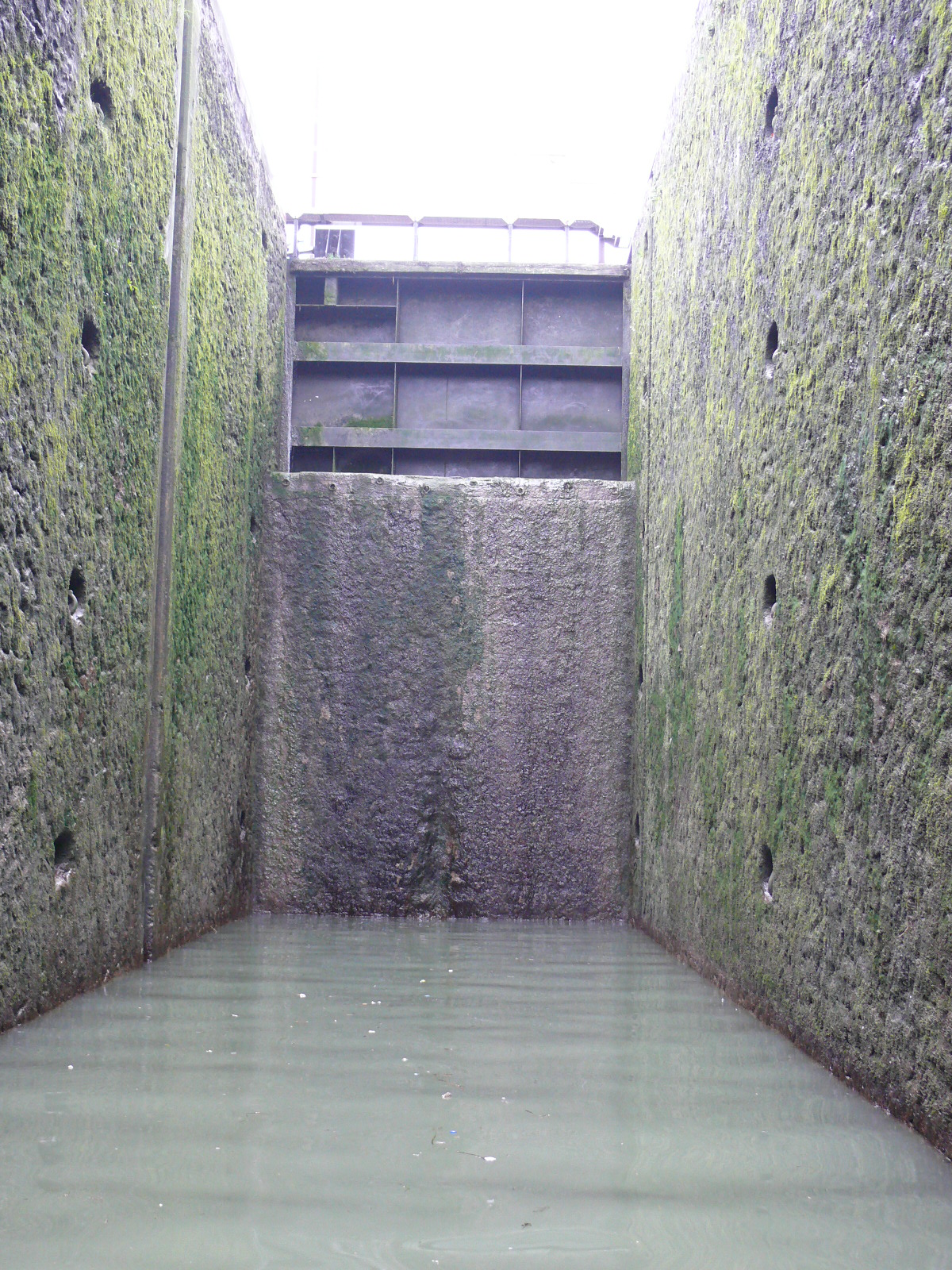
Oberes Tor und Drempel der kleinen Kammer der Écluse du Pont de Flandre

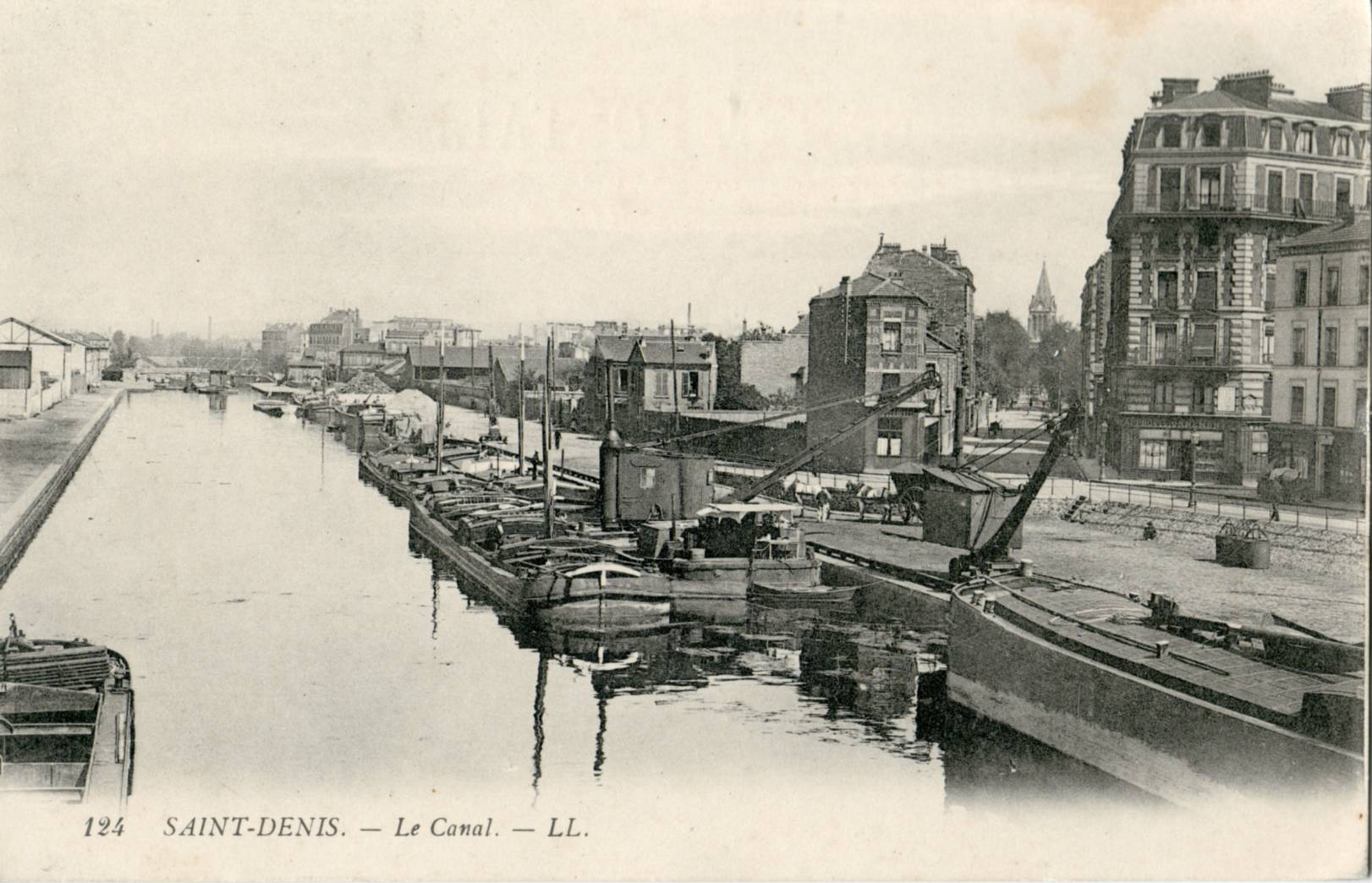
Der Kanal – zugleich Hafen – in Saint-Denis (vor 1914)

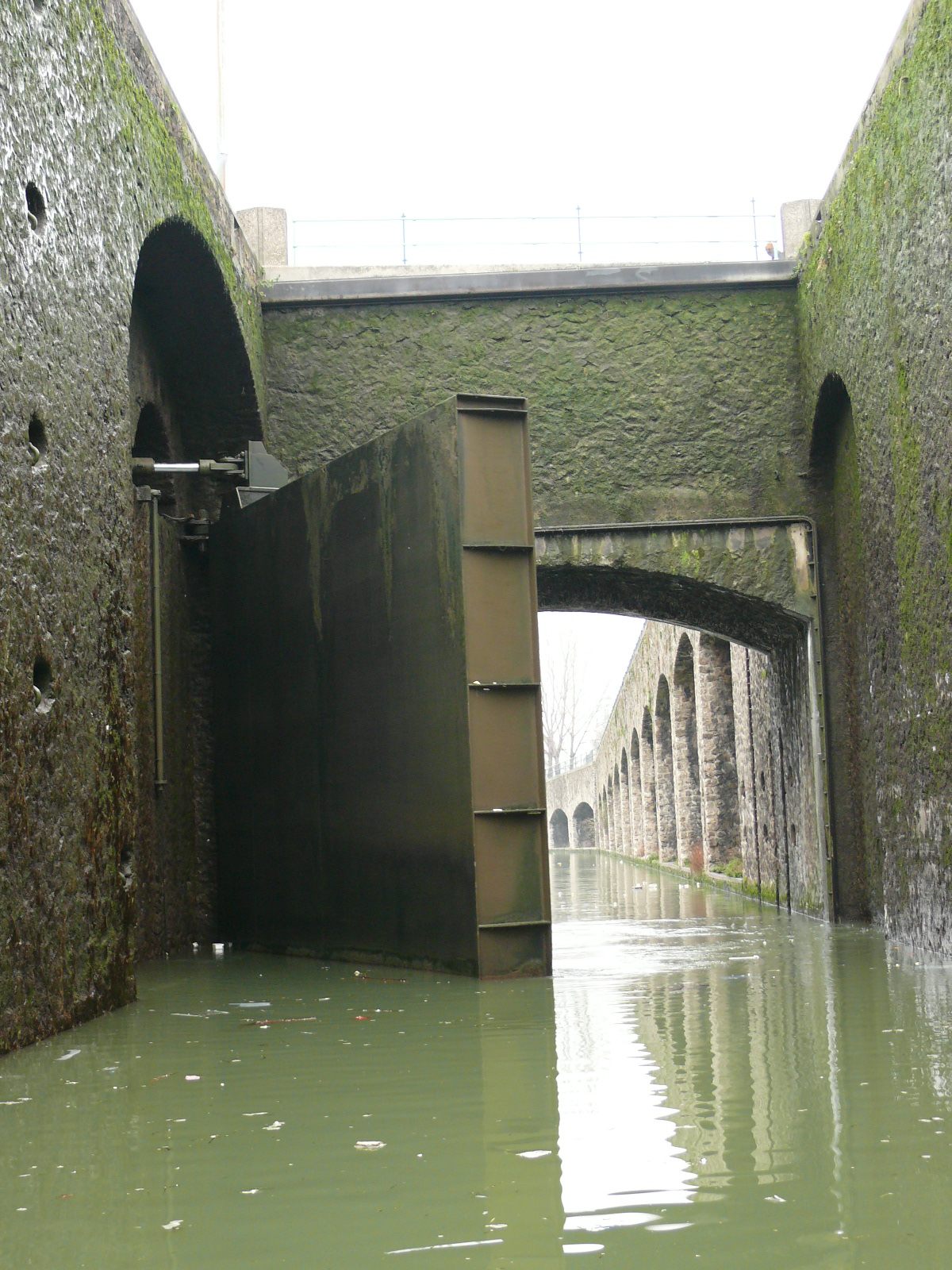
Große Kammer und unteres Tor der Écluse du Pont de Flandre

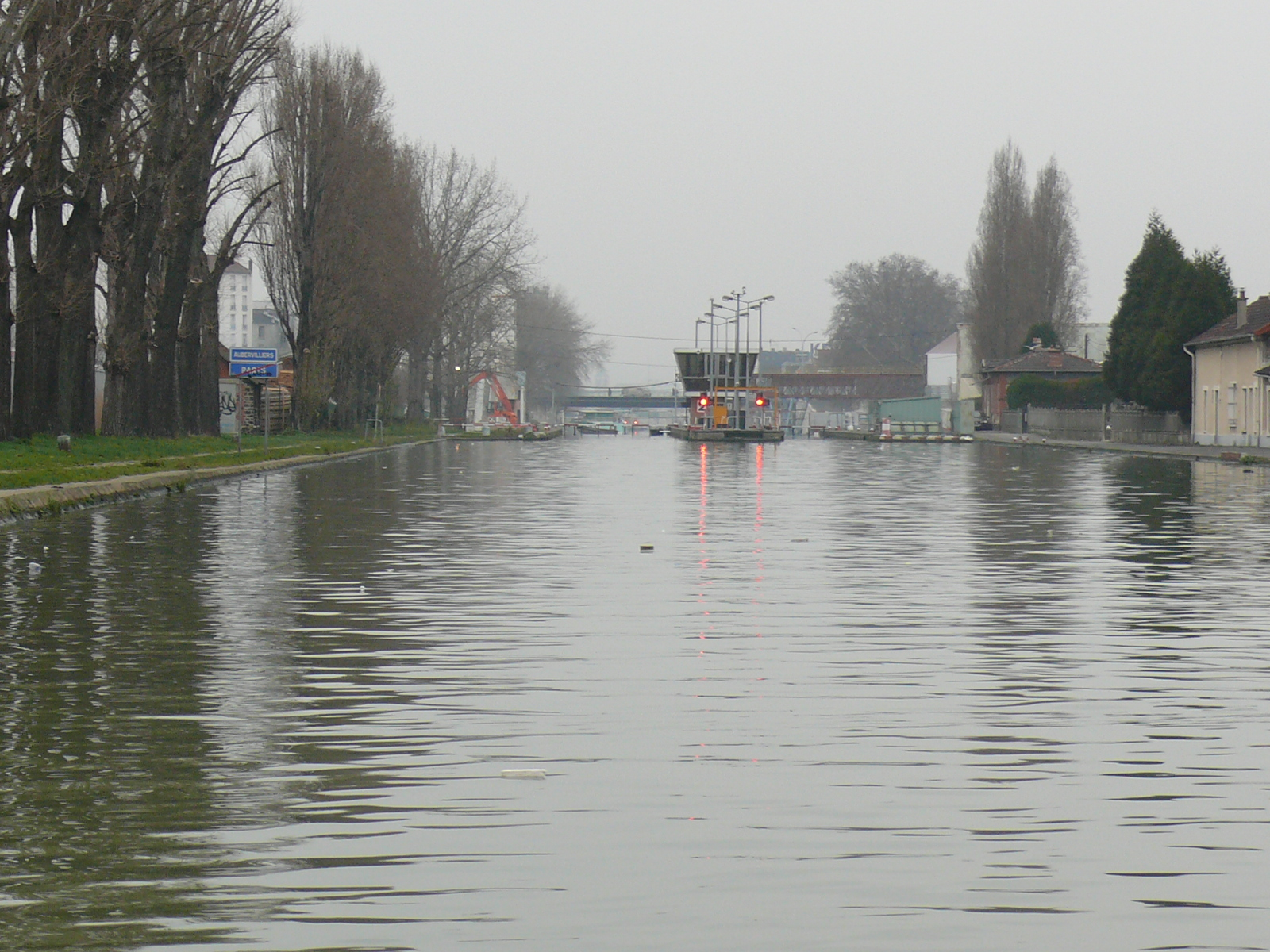
Blick zur Schleuse Nr. 2 (Écluse des Quatre Chemins), 2006

Um die Versorgung von Paris mit Trinkwasser und Rohstoffen zu verbessern, ordnete Napoleon Bonaparte 1802 den Bau der Kanäle des Pariser Nordostens an. Nach dem Canal de l’Ourcq wurde im Jahr 1811 der Bau des Canal Saint-Denis in Angriff genommen. Leitender Ingenieur war Pierre-Simon Girard. Die Arbeiten wurden 1814 mit dem Ende des Ersten Kaiserreichs unterbrochen und 1818 – nun durch das private Unternehmen Vassal et Saint-Didier – fortgesetzt. Am 13. Mai 1821 wurde der Kanal mit zwölf Schleusen für die Schifffahrt freigegeben. Mehrere der Schleusen waren als Koppelschleusen mit jeweils zwei hintereinander liegenden Schleusenkammern angelegt: die Schleusen 1 und 2, 3 und 4, 9 und 10 sowie 11 und 12. Die Schleusen 1, 2, 3 und 4 wiesen Fallhöhen von jeweils 2,50 m auf, die Schleusen 5 bis 11 jeweils 2,30 m. Die maximale Fallhöhe der 125 m vor der Mündung des Kanals in die Seine gelegenen Schleuse 12 betrug beim niedrigsten Wasserstand des Flusses 2,70 m. Zwischen den Schleusen 2 und 3 lag mit 136,20 m die kürzeste, zwischen den Schleusen 8 und 9 mit 1395 m die längste Haltung. Um den Drempel der Schleuse 1 jenem der ersten Schleuse des Canal Saint-Martin anzugleichen, wurde dieser um 20 cm auf 2,50 m unter Oberkante Kammermauer abgesenkt.
Die Konzession für den Betrieb erhielt am 1. Januar 1821 Vassal et Saint-Didier für den Zeitraum von 99 Jahren. 1876 wurde der Kanal Eigentum der Stadt Paris, die ihn mit dem Canal de l’Ourcq und dem Bassin de la Villette dem damaligen Betreiber Compagnie des Canaux für insgesamt 24.840.000 Franc bei Tilgung in Form von bis 1922 zu zahlenden jährlichen Raten abkaufte.
Der Kanal wurde zum Hauptmotor der Industrialisierung der Ebene von Saint-Denis. Er begünstigte die Ansiedelung von Betrieben und Lagern. Ende des 19. Jahrhunderts wurden auf dem Canal Saint-Denis bis zu 8000 Bewegungen von Pénichen und Schuten jährlich gezählt. Transportiert wurden vor allem Getreide, Kohle, Vieh und Metalle.
Bei der Übernahme im Jahr 1876 erhielt die Stadt Paris einen instandsetzungsbedürftigen Schifffahrtsweg. Im Vorgriff auf den Freycinet-Plan vom 5. August 1879, der die generelle Modernisierung der Infrastruktur vorsah, wurde beschlossen, den Canal Saint-Denis und das Bassin de la Villette zu vertiefen. Zwischen 1890 und 1892 wurde der Kanal grundlegend umgebaut, wobei die Zahl der Schleusen auf sieben reduziert wurde. Es wurden Doppelschleusen errichtet, wobei jeweils eine Kammer für 8 × 53 m messende Schiffe der unteren Seine, die andere für Nord-Pénichen mit den Abmessungen 5 × 38 m bestimmt war. Allein die Écluse du Pont de Flandre, mit der ein Höhenunterschied von 10 m überwunden wird, ersetzte dabei vier alte Schleusen. Bis 1950 hielt sie bezüglich der Fallhöhe den Weltrekord. Die Drehbrücke in Aubervilliers wurde durch eine 15 m hohe Straßenbrücke ersetzt.
Zur Nutzung durch die Großschifffahrt mussten gegen Ende des 20. Jahrhunderts alle Brücken und Schleusen nochmals umgebaut und renoviert werden. Zwischen den Schleusen 5 und 6 in Saint-Denis liegt im Verlauf des Kanals das Hafenbecken Bassin de la Maltournée. Ein weiteres, vom Kanal seitlich abzweigendes Hafenbecken ist das Bassin d’Aubervilliers.

## Heutige Nutzung

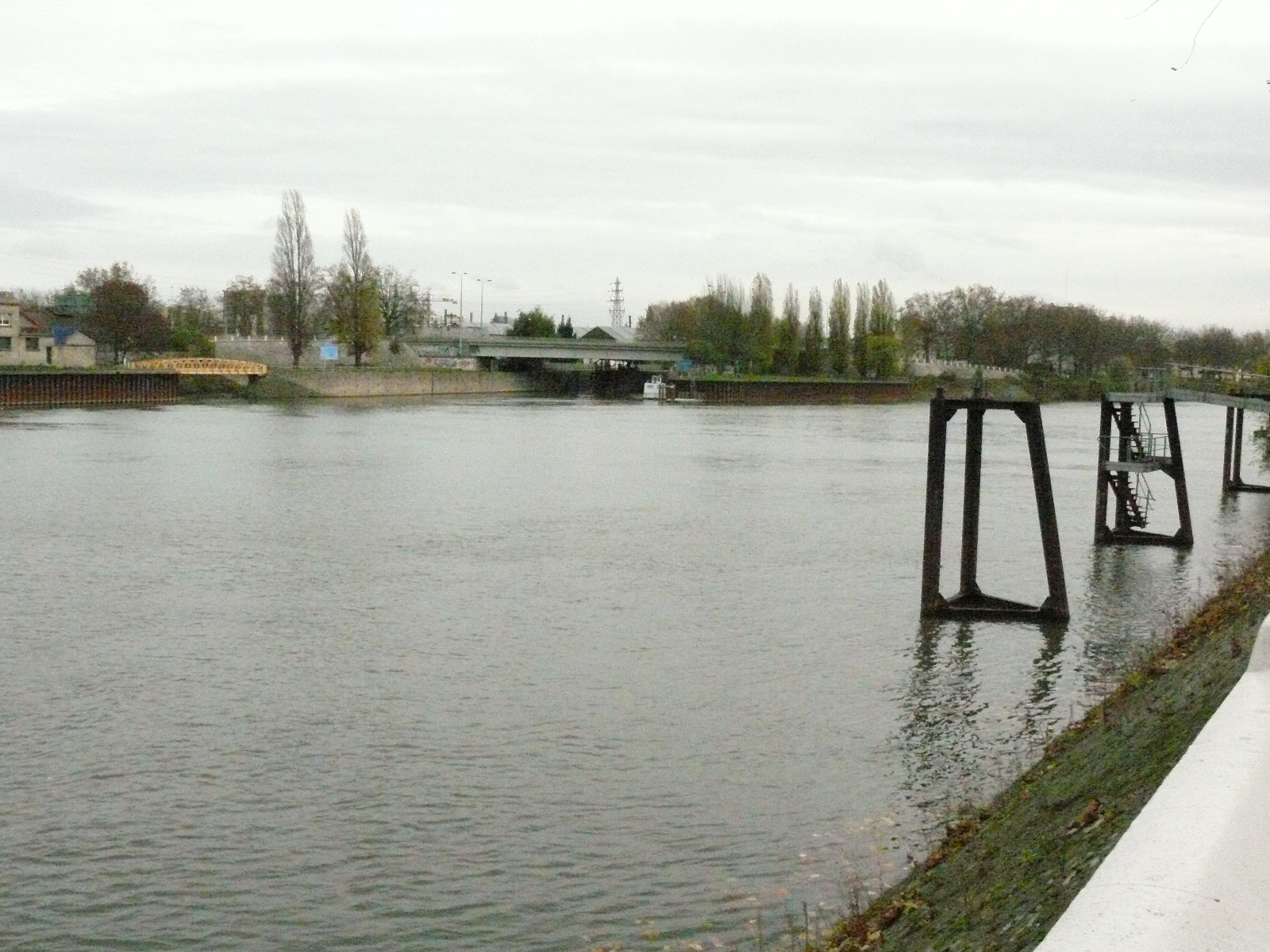
Mündung des Canal Saint-Denis (Mitte) in die Seine

Der Canal Saint-Denis ist der am meisten befahrene der drei Kanäle von Paris, weil er durch Industrievororte führt, in denen es viele private Kais gibt, die von der Berufsschifffahrt noch benutzt werden.

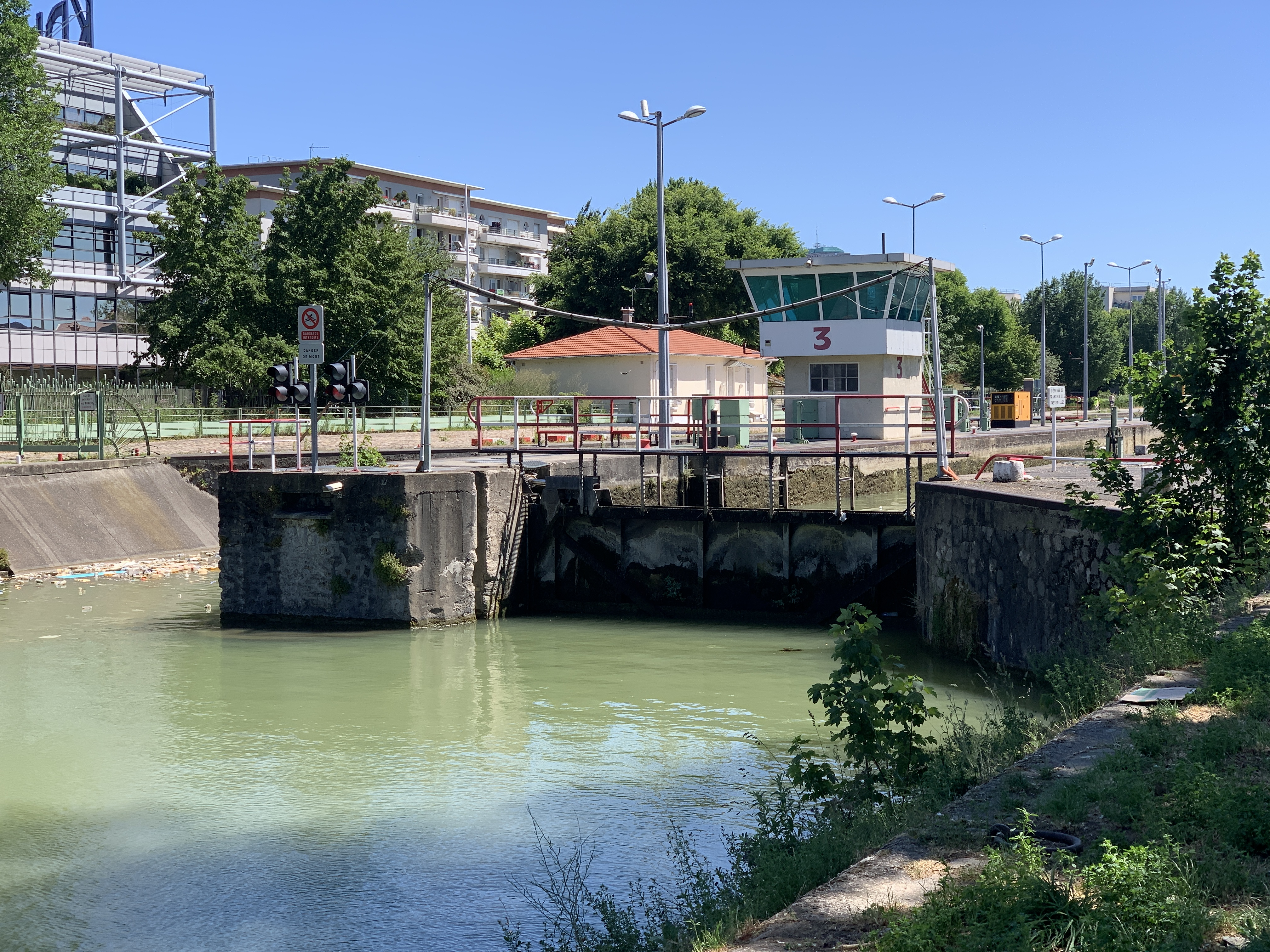
Schleuse Nr. 3 (Écluse d’Aubervilliers)
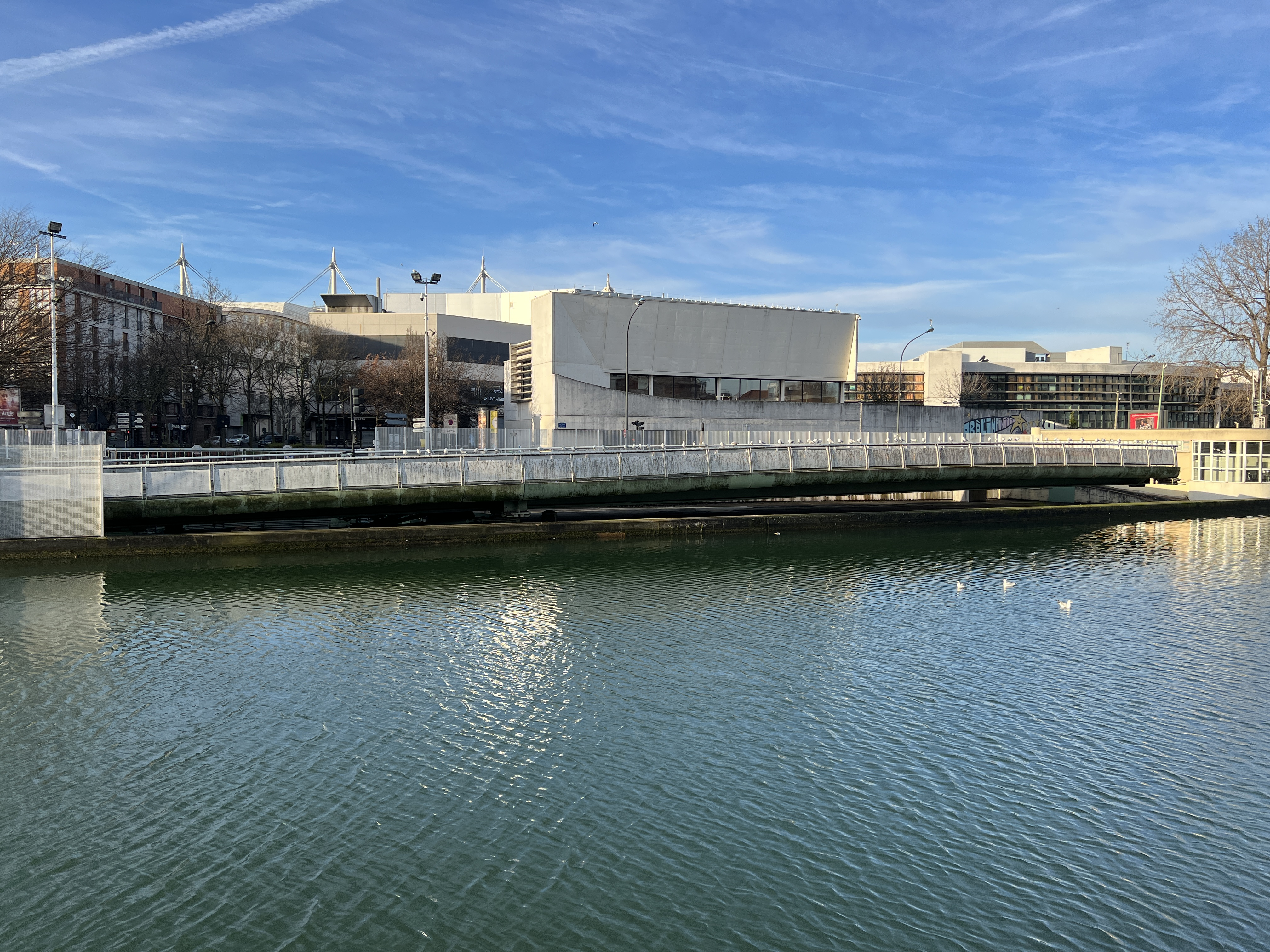
Drehbrücke Pont du Franc Moisin in Saint-Denis
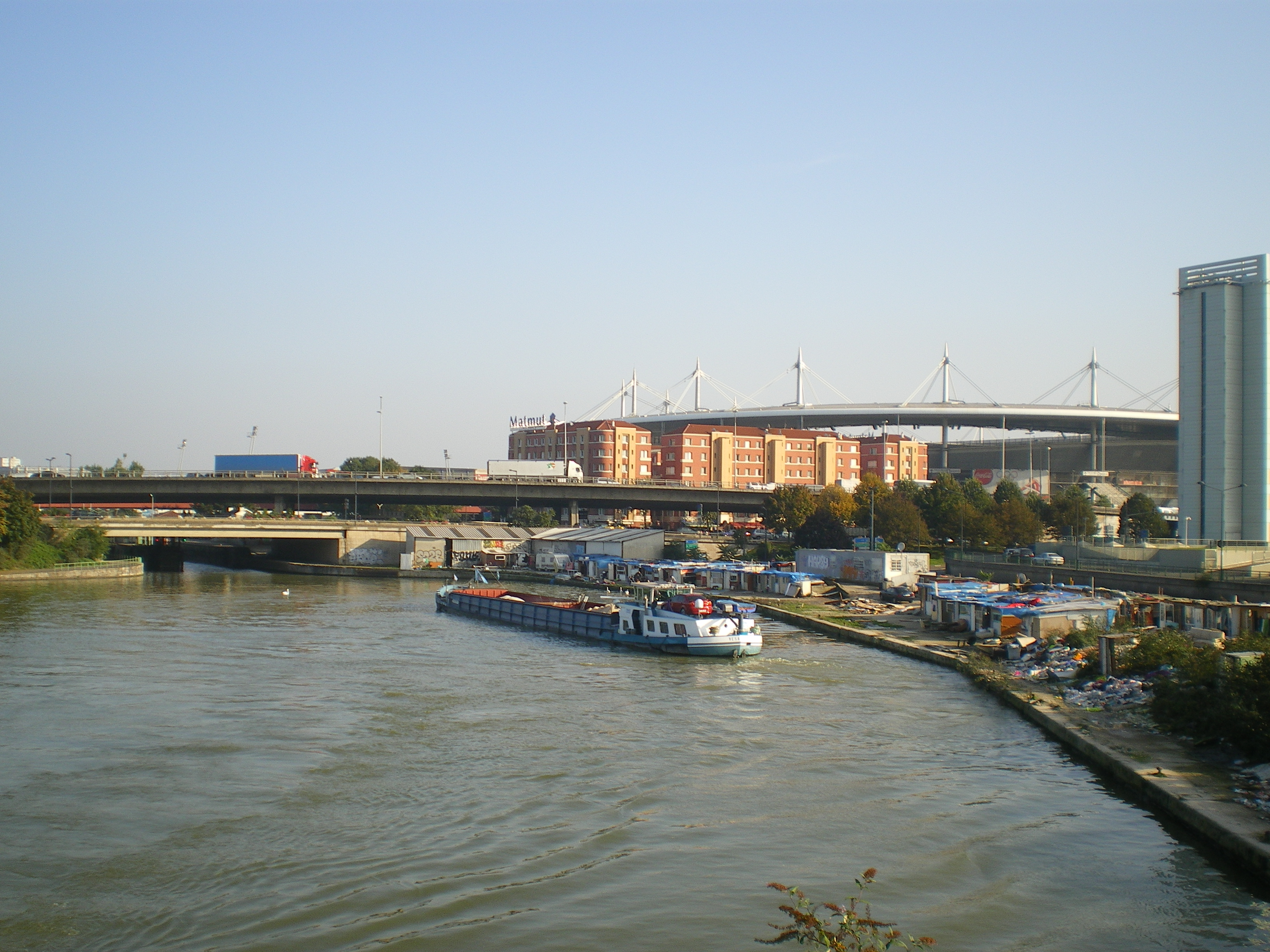
Bassin de la Maltournée in Saint-Denis
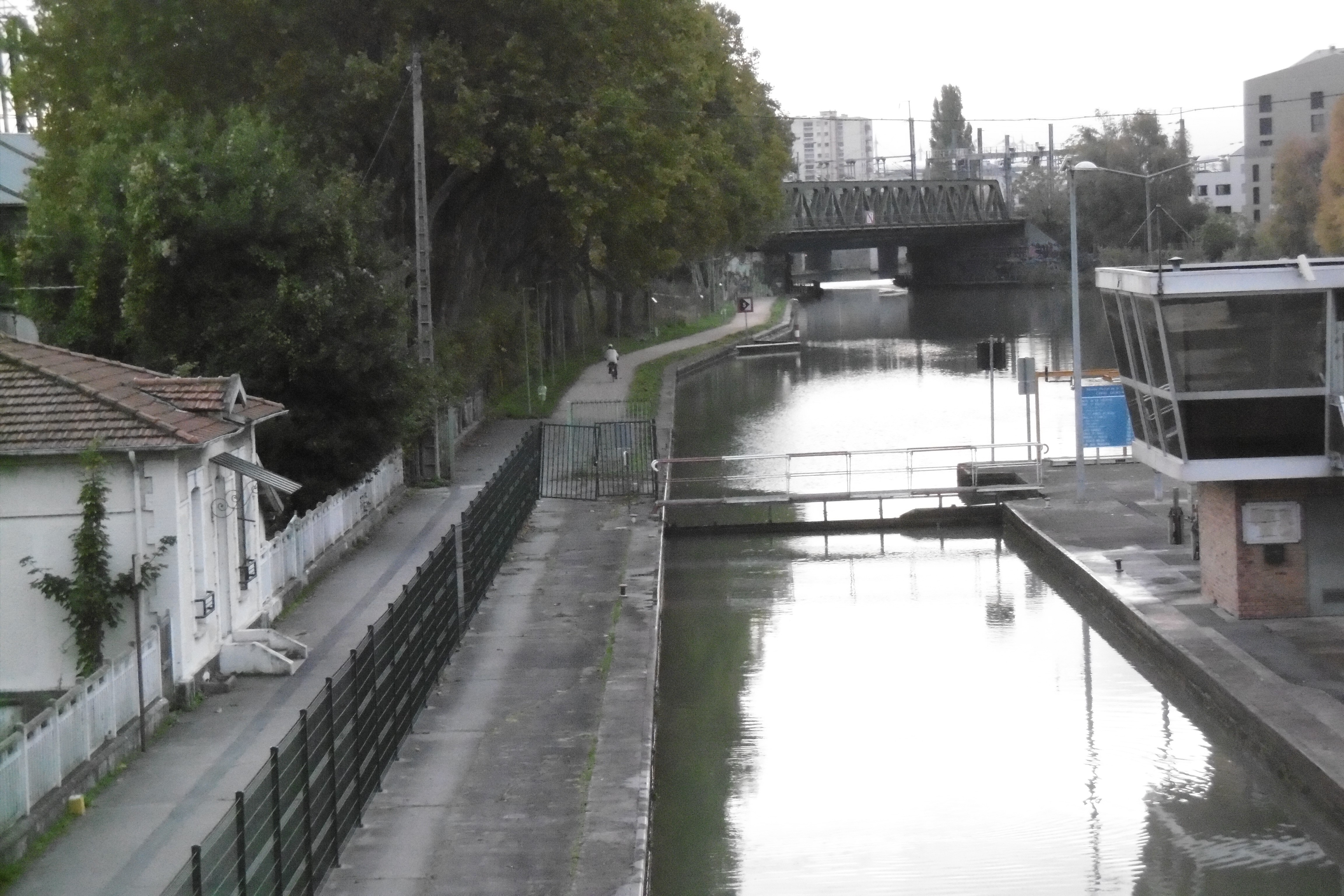
Schleuse Nr. 7 (Écluse de la Briche) an der Mündung in die Seine